# Ван де Мент, Пим
Герард (Пим) ван де Мент (нидерл. Gerard "Pim" van de Meent; 20 ноября 1937, Амстердам — 13 октября 2022, Амстердам) — нидерландский футбольный тренер. Возглавлял такие команды, как ПЕК, «Де Графсхап», НЕК и «Ден Хааг».

## Игровая карьера
В бытность игрока выступал на позиции защитника, профессиональную карьеру начинал в клубе СХС из Гааги. В Высшем дивизионе Нидерландов дебютировал 5 апреля 1959 года в матче против ПСВ, завершившемся победой клуба из Эйндховена со счётом 2:3. В сезоне 1958/59 отыграл за команду семь матчей, но по итогам чемпионата его клуб занял последнее место и выбыл в Первый дивизион. С 1961 по 1962 год выступал в составе клуба ДОС из Утрехта, который на тот момент выступал в Первом дивизионе. Затем отыграл два сезона в клубе НЕК из Неймегена, но в команде провёл всего 15 матчей.

## Тренерская карьера
Тренерскую карьеру начал довольно рано, уже в 32 года стал главным тренером клуба ПЕК из Второго дивизиона. Позже, с 1978 по 1980 год, возглавлял клуб «Де Графсхап», но за два сезона так и не смог вывести команду в Высший дивизион.
В 1981 году ван де Мент стал тренером своего бывшего клуба НЕК, и в первый же год команда заняла 13-е место в чемпионате. Однако последующий сезон стал для Пима провальным, хотя его команда и дошла до финала Кубка Нидерландов и даже завоевала право выступать на следующий сезон в Кубке обладателей кубков УЕФА, но в чемпионате НЕК занял последнее место и выбыл в Первый дивизион. Спустя почти четыре года НЕК вновь вернулся к играм в европейских кубках, в первом раунде команда ван де Мента предстояло сыграть с норвежским «Бранном». В первом матче была зафиксирована ничья 1:1, но в гостевом матче НЕК смог одержать победу со счётом 0:1 и выйти в 1/8 финала. Но впереди команде Пима предстояло столкнуться с девятикратным чемпионом Испании «Барселоной». Первый матч против «барсы» состоялся 10 октября 1983 года, в домашней игре НЕК довольно быстро открыл счёт, уже на 5-й минуте голом отметился Антон Янсен, а в конце первого тайма преимущество было удвоено, отличился Майкл Моммертз. Но во втором тайме голы залетали лишь ворота голкипера НЕКа Вима ван Кёйка, в итоге, «Барселона» одержала в гостях победу со счётом 2:3. В ответной игре НЕК уступил «барсе» со счётом 2:0 и выбыл из дальнейшего участия в кубке.
В Первом дивизионе сезона 1983/84 НЕК занял девятое место и вышел плей-офф чемпионата за путёвку в Высший дивизион, но из четырёх команд НЕК занял в плей-офф последнее место. Сезон 1984/1985 стал для ван де Мента последим в команде. В 1986 году Пим заменил Роба Бана но посту главного тренера клуба «Ден Хааг», но уже через три год ван де Мента сменил Ко Адриансе, руководивший до этого клубом ПЕК Зволле. Затем Пим тренировал любительский клуб АФК из Амстердама, в котором ван де Мент проработал уже более десяти лет. Также тренировал одну из молодёжных команда АФК.